# Bongo Session
Bongo Session – album amerykańskiego perkusjonisty jazzowego, grającego na bongosach
Mike'a Pacheco.
Album nagrany został w 1955, a wśród muzyków uczestniczących w tej sesji był także Shelly Manne.
Aranżacje utworów były dziełem Mike'a Pacheco i pianisty Roberta Gila. 12" LP został wydany przez Tampa Records (TP-21).

## Muzycy
- Mike Pacheco – bongosy
- Shelly Manne – perkusja
- Carlos Vidal – kongi
- Rober Gil – fortepian
- Julio Ayala – kontrabas
- Frank Guerrero – perkusja

## Lista utworów
Strona A
| 1. | "Move" (Miles Davis)                                   |  |
|    |                                                        |  |
| 2. | "Sometimes I'm Happy" (Vincent Youmans, Irving Caesar) |  |
|    |                                                        |  |
| 3. | "Rhumba by Candlelight" (Robert Gil)                   |  |
|    |                                                        |  |
| 4. | "Fascination" (Robert Gil)                             |  |
|    |                                                        |  |
Strona B
| 5. | "Caravan" (Duke Ellington) |  |
|    |                            |  |
| 6. | "Magitos" (Robert Gil)     |  |
|    |                            |  |
| 7. | "Number Four" (Robert Gil) |  |
|    |                            |  |

## Informacje uzupełniające
- Producent, autor noty na okładce płyty – Robert Scherman
- Autor pracy plastycznej na okładce – Johnny Miller